# Нельсон, Стивен
Стивен Нельсон (англ. Steven Nelson; 4 июня 1988, Омаха, Небраска, США) — американский боксёр-профессионал.
Победитель (2013) и серебряный призёр (2012) чемпионата США среди любителей. Победитель турнира «Золотые перчатки» (2013).

## Любительская карьера
Дебютировал в боксе в 2010 году, в возрасте 22 лет.
Тренеры — Чарльз Леверетт и Джо Гузман.

### Чемпионат США[англ.]2012
Выступал в полутяжёлой весовой категории (до 81 кг). В 1/16 финала победил Мануэля Контрераса. В 1/8 финала победил Грегори Ньюби. В четвертьфинале победил Сыцзюй Шабазза. В полуфинале победил Роберта Бранта. В финале проиграл Маркусу Брауну.

### Чемпионат США 2013
Выступал в полутяжёлой весовой категории (до 81 кг). В полуфинале победил Скотта Била. В финале победил Рэнди Фостера.

### «Золотые перчатки» 2013
Выступал в полутяжёлой весовой категории (до 81 кг). В 1/16 финала победил Акима Нурса. В 1/8 финала победил Дагона Лоутона. В четвертьфинале победил Тайшона Мюррея. В полуфинале победил Джона Филлипса. В финале победил Рэнди Фостера.

### «Золотые перчатки» 2014
Выступал в полутяжёлой весовой категории (до 81 кг). В 1/16 финала проиграл Эдварду Ортису.

### World Series of Boxing2015
Выступал в полутяжёлой весовой категории (до 81 кг). Представлял команду «USA Knockouts». 24 января 2015 года проиграл итальянцу Валентино Манфредонии. 8 февраля 2015 года проиграл опытному хорвату Хрвойе Сепу. 6 марта 2015 года победил аргентинца Маркоса Эскудеро. 21 марта 2015 года проиграл венесуэльцу Альберту Рамиресу.

### Панамериканские игры 2015
Выступал в полутяжёлой весовой категории (до 81 кг). В 1/8 финала проиграл бразильцу Мишелу Боржису.

### Чемпионат мира 2015
Выступал в полутяжёлой весовой категории (до 81 кг). В 1/16 финала проиграл марроканцу Хассану Саада.

## Профессиональная карьера
Дебютировал на профессиональном ринге 19 марта 2016 года в возрасте 27 лет. Одержал победу техническим нокаутом в 1-м раунде.
Тренер — Брайан Макинтайр.

## Статистика боёв
В таблице перечислены результаты всех поединков боксёров.
В каждой строке указан результат поединка. Дополнительно номер поединка обозначен цветом, который обозначает итог поединка. Расшифровка обозначений и цветов представлена в нижеследующей таблице.
| Пример | Расшифровка                     |
| ------ | ------------------------------- |
|        | Победа                          |
|        | Ничья                           |
|        | Поражение                       |
|        | Планируемый поединок            |
|        | Поединок признан несостоявшимся |
| КО     | Нокаут                          |
| ТКО    | Технический нокаут              |
| PTS    | Решение судей (по очкам)        |
| UD     | Единогласное решение судей      |
| MD     | Решение большинства судей       |
| SD     | Раздельное решение судей        |
| RTD    | Отказ от продолжения боя        |
| DQ     | Дисквалификация                 |
| NC     | Поединок признан несостоявшимся |

| Бой | Дата            | Соперник                          | Место проведения                                                              | Результат | Примечание |
| --- | --------------- | --------------------------------- | ----------------------------------------------------------------------------- | --------- | --- |
| 21  | 25 января 2025  | Диего Пачеко (22-0)               | Cosmopolitan of Las Vegas, Лас-Вегас, Невада, США                             | UD12 (12) | Титулы WBC USA (6-я защита Пачеко) и WBO International (5-я защита Пачеко) во 2-м среднем весе. Счёт: 111-117 (все). |
| 20  | 3 августа 2024  | Маркос Васкес (20-0-1)            | BMO Stadium, Лос-Анджелес, Калифорния, США                                    | KO5 (10)  | |
| 19  | 29 июля 2023    | Роуди Леджент Монтгомери (10-4-1) | Ти-Мобайл Арена, Лас-Вегас, Невада, США                                       | UD10 (10) | Счёт: 100-90 и 99-91 (дважды).                                                                                       |
| 18  | 10 декабря 2022 | Джеймс Баллард (10-4)             | CHI Health Center, Омаха, Небраска, США                                       | KO1 (8)   | |
| 17  | 5 сентября 2020 | Деандре Уэйр (13-2-2)             | The Bubble, MGM Grand, Лас-Вегас, Невада, США                                 | TKO6 (10) | |
| 16  | 11 января 2020  | Джем Кылыч (14-0)                 | Mark G. Etess Arena, Hard Rock Hotel & Casino, Атлантик-Сити, Нью-Джерси, США | TKO8 (10) | Завоевал вакантный титул WBO NABO во 2-м среднем весе.                                                               |
| 15  | 1 сентября 2019 | Деррик Финдли (32-26-1)           | Century Link Parking Lot, Омаха, Небраска, США                                | TKO4 (10) | Завоевал вакантный титул USBC во 2-м среднем весе.                                                                   |
| 14  | 25 мая 2019     | Виктор Дароша (8-4-1)             | Osceola Heritage Park, Киссимми, Флорида, США                                 | TKO7 (8)  | |
| 13  | 15 февраля 2019 | Фелипе Ромеро (20-16-1)           | Grand Casino, Хинкли, Миннесота, США                                          | UD6 (6)   | Ромеро в нокдауне в 3-м раунде. Счёт: 58-54 и 59-54 (дважды).                                                        |
| 12  | 13 октября 2018 | Оскар Риохас (17-10-1)            | CHI Health Center, Омаха, Небраска, США                                       | TKO4 (6)  | |
| 11  | 9 июня 2018     | Дешон Уэбстер (10-1)              | MGM Grand, Лас-Вегас, Невада, США                                             | TKO6 (6)  | |
| 10  | 31 марта 2018   | Майк Сойер (8-9)                  | Platt Duetsche Hall, Гранд-Айленд, Небраска, США                              | KO2 (6)   | |
| 9   | 19 августа 2017 | Сесар Руис (5-5)                  | Pinnacle Bank Arena, Линкольн, Небраска, США                                  | UD6 (6)   | Счёт: 60-54 (все).                                                                                                   |
| 8   | 1 июля 2017     | Деметриус Уокер (8-16-2)          | Ralston Center, Омаха, Небраска, США                                          | TKO3 (6)  | |
| 7   | 20 мая 2017     | Хильберто Рубио (7-5)             | Мэдисон-сквер-гарден, Нью-Йорк, штат Нью-Йорк, США                            | TKO2 (6)  | Рубио один раз в нокдауне в 1-м раунде и два раза во 2-м.                                                            |
| 6   | 17 декабря 2016 | Бранден Шеврефильс (дебют)        | Ralston Center, Омаха, Небраска, США                                          | TKO2 (4)  | |
| 5   | 10 декабря 2016 | Крис Харрис (2-1-2)               | CenturyLink Center, Омаха, Небраска, США                                      | UD4 (4)   | Счёт: 40-35 (все).                                                                                                   |
| 4   | 4 ноября 2016   | Рейес Диас (5-0)                  | Treasure Island Casino, Лас-Вегас, Невада, США                                | TKO2 (4)  | |
| 3   | 23 июля 2016    | Тим Мик (5-2-1)                   | MGM Grand, Лас-Вегас, Невада, США                                             | TKO4 (4)  | Мик в нокдауне в 1-м раунде.                                                                                         |
| 2   | 7 мая 2016      | Рикки Рид (0-1)                   | Ramada Hotel & Convention Center, Омаха, Небраска, США                        | TKO1 (4)  | |
| 1   | 19 марта 2016   | Билли Колон (1-0)                 | Arena Theatre, Хьюстон, Техас, США                                            | TKO1 (4)  | |
| Бой | Дата            | Соперник                          | Место проведения                                                              | Результат | Примечание |

## Титулы и достижения

### Любительские
- 2012  Серебряный призёр чемпионата США в полутяжёлом весе (до 81 кг).
- 2013  Чемпион США в полутяжёлом весе (до 81 кг).
- 2013  Победитель турнира «Золотые перчатки» в полутяжёлом весе (до 81 кг).

### Профессиональные
- Титул USBC во 2-м среднем весе (2019).
- Титул WBO NABO во 2-м среднем весе (2020—2021).